# China Post
China Post (officiële naam: China Post Group Corporation) is een Chinees staatspostbedrijf. Het bedrijf is de officiële postdienst van China.